# 东鱼河
东鱼河，原名红卫河，是中国山东省西南部最大的人工河流，西起菏泽市东明县，东抵济宁市鱼台县，入昭阳湖。该人工河开挖与1967年至1969年间，改善了南四湖以西、黄河以东地区排涝状况，为山东省重要粮棉产区提供了灌溉水源并改良了盐碱土地。河道长172.1千米，流域面积为5923平方千米，河道深度为2.7至4.9米，最大流量为935—2335立方米/秒。